# St. Norbert (Werl)

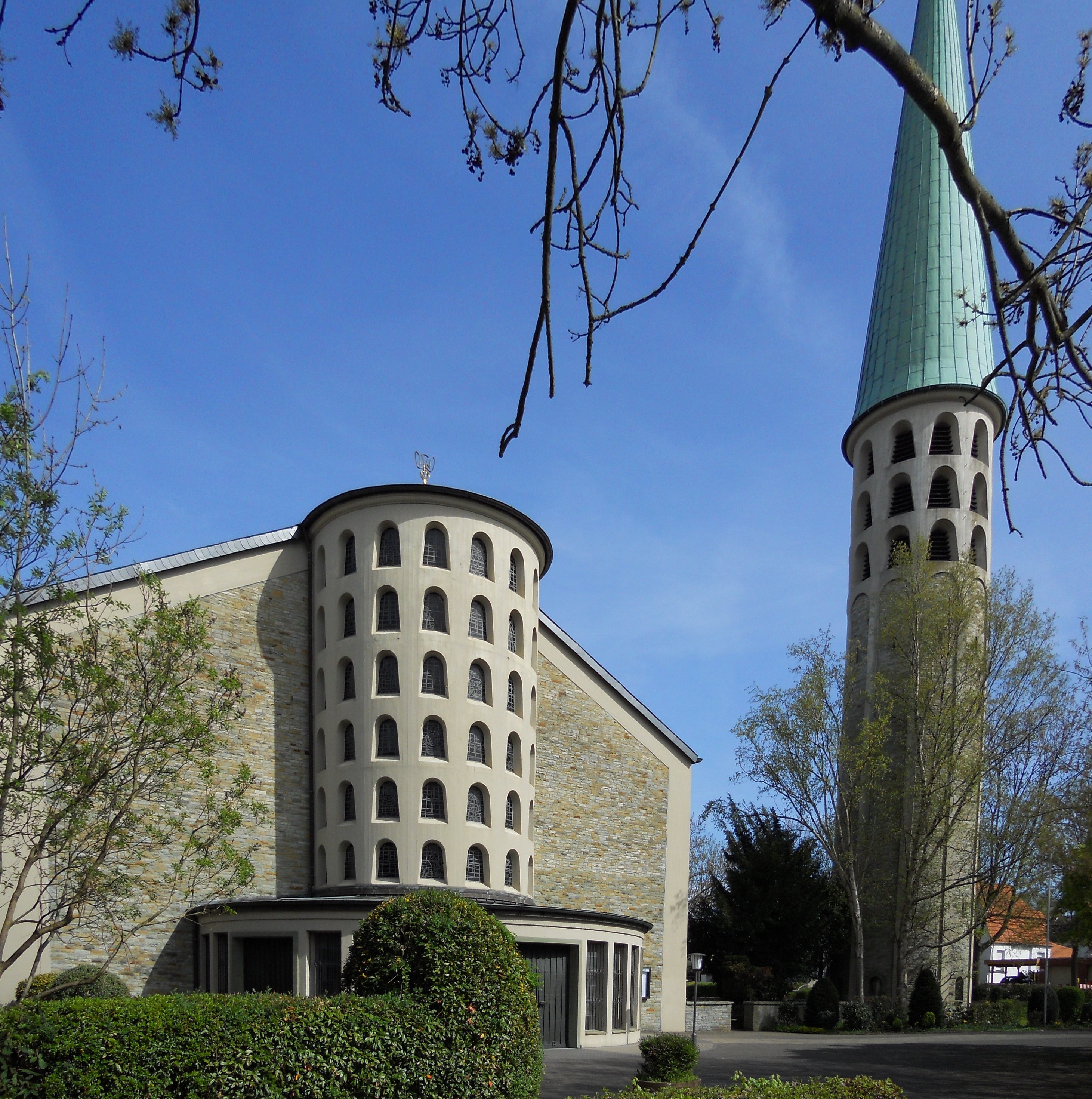
Pfarrkirche St. Norbert

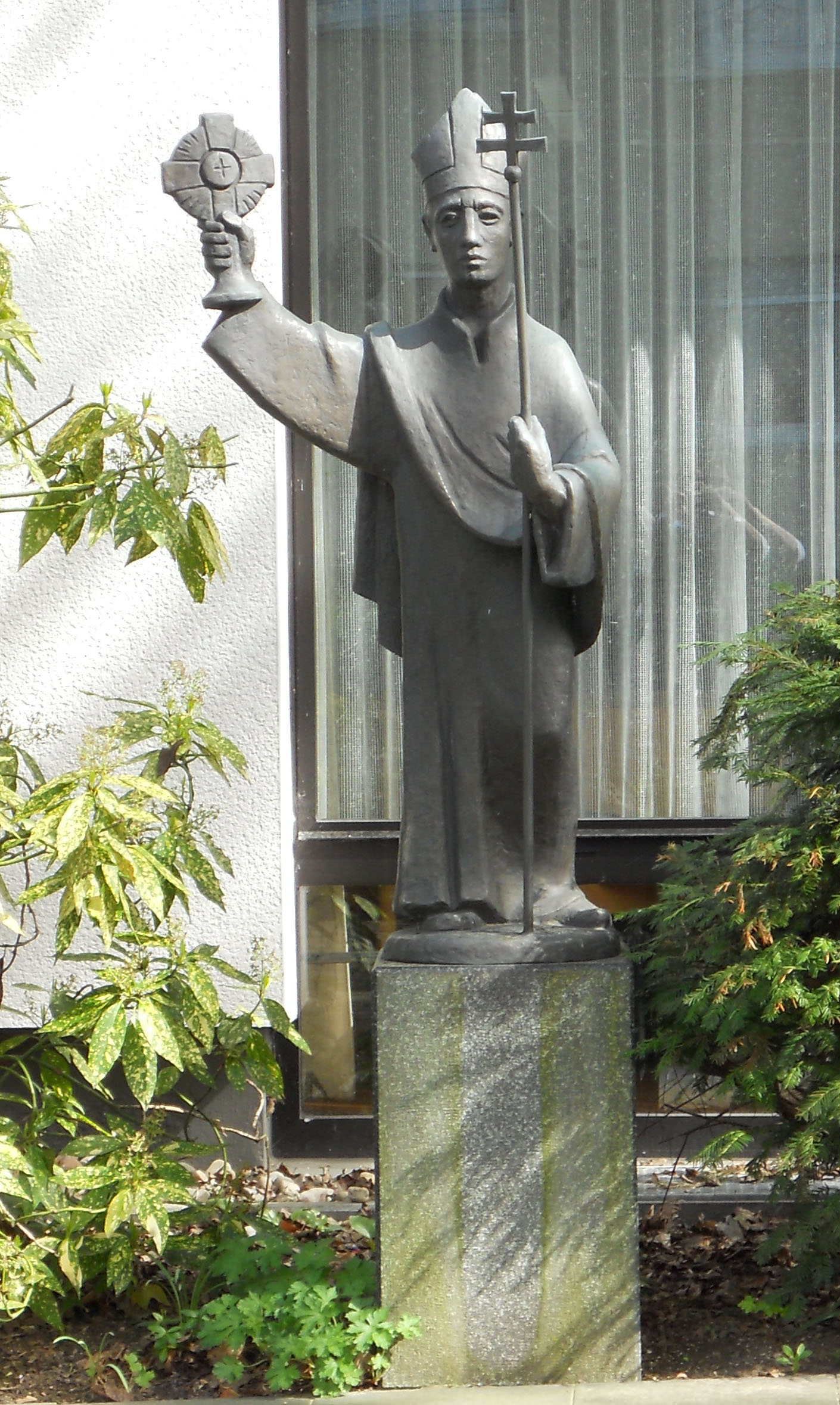
Figur des Hl. Norbert von J. Wäscher, vor dem Gemeindehaus

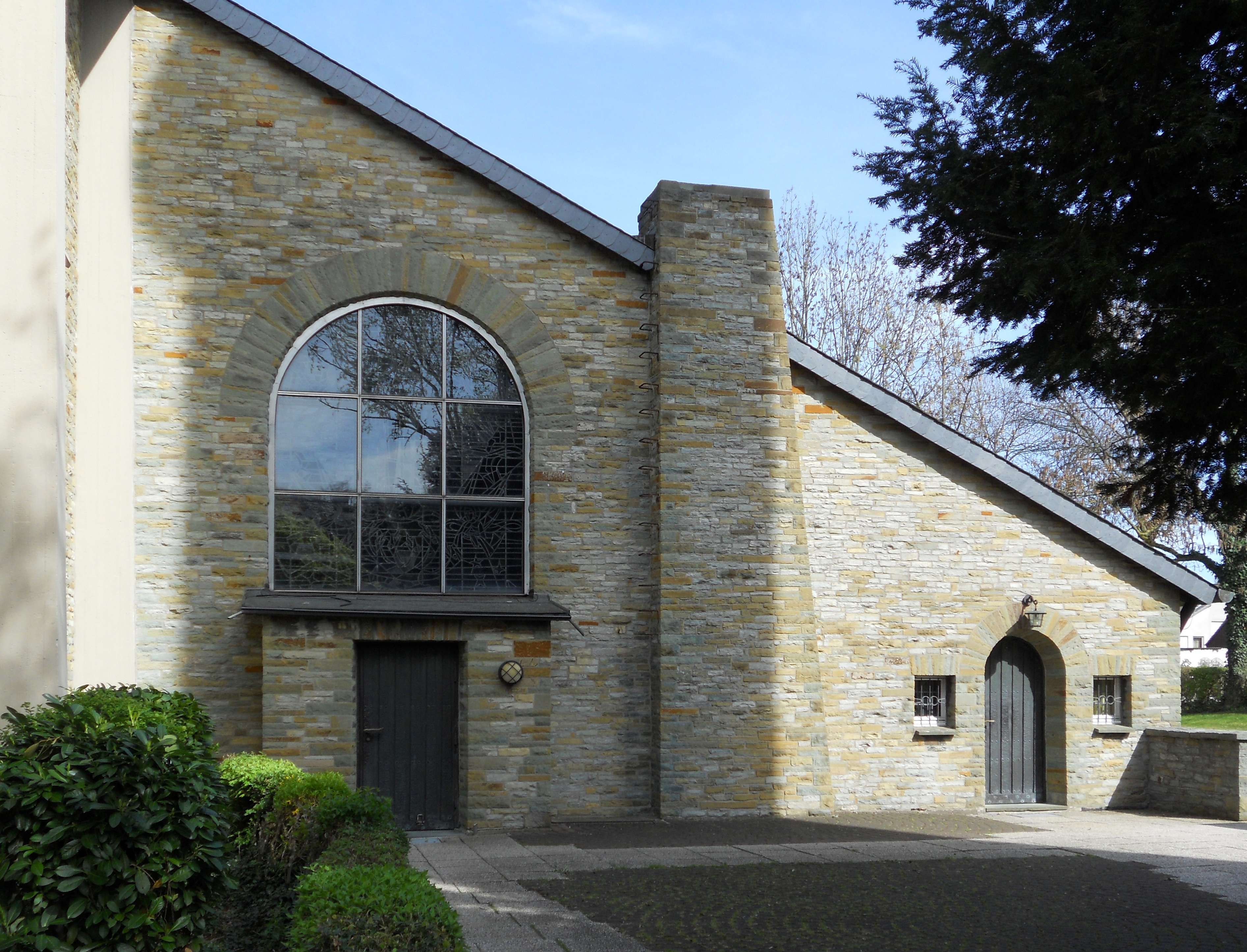
Eingang zur Kapelle und zur Sakristei

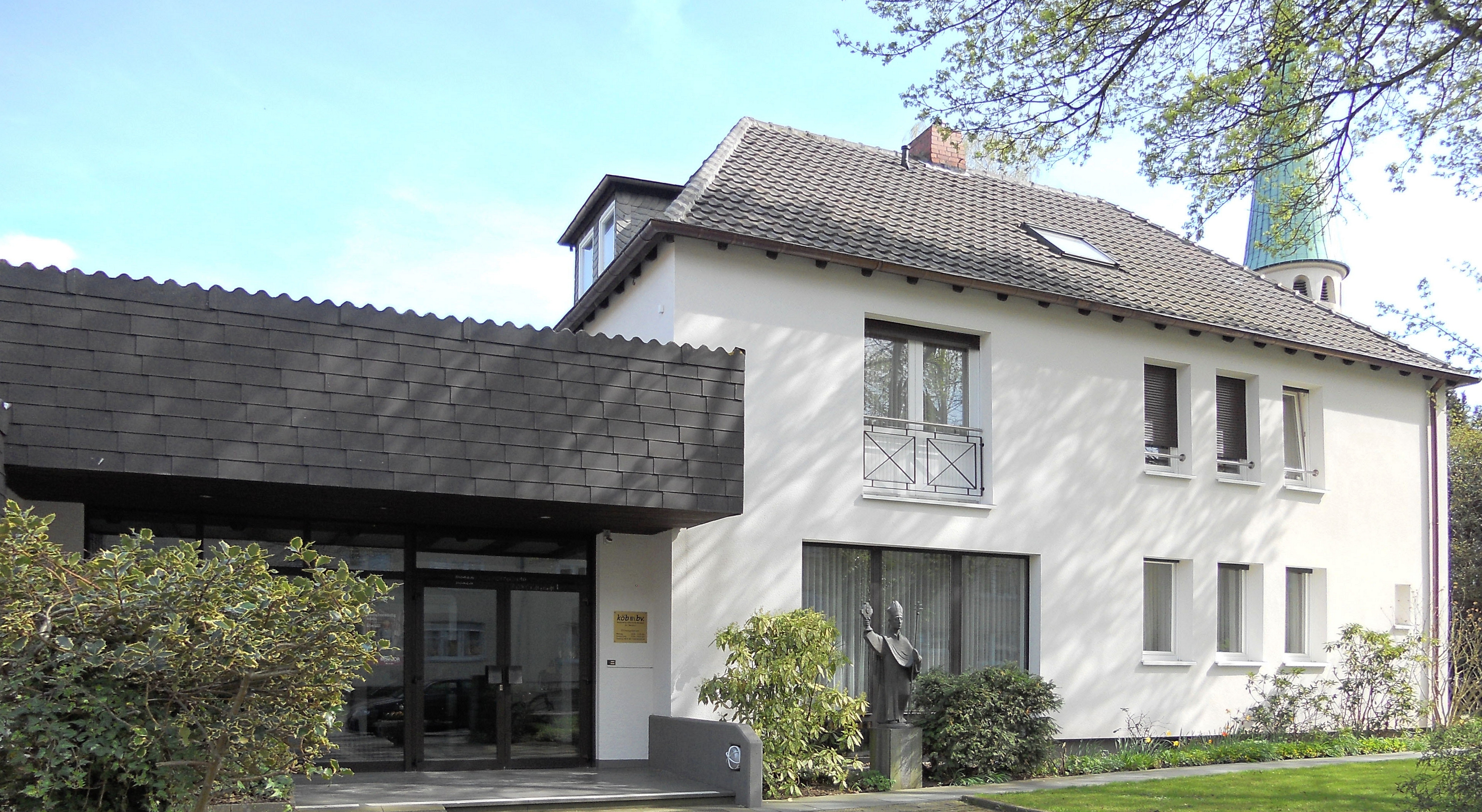
Pfarrhaus und Gemeindesaal

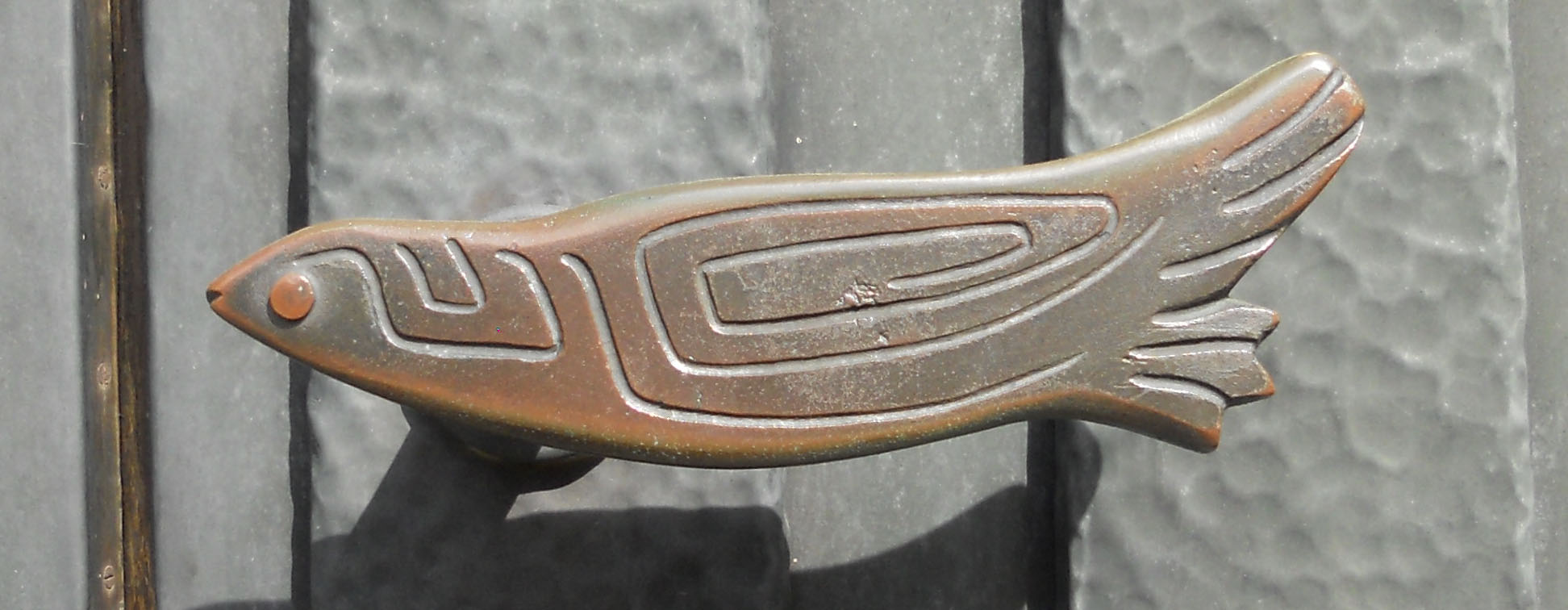
Türgriff von Joseph Wäscher

Die katholische Pfarrkirche St. Norbert ist ein Kirchengebäude in Werl, im Kreis Soest (Nordrhein-Westfalen).

## Geschichte und Architektur
Von 1200 bis 1803 hatten Prämonstratensermönche aus dem Kloster Wedinghausen in Arnsberg, die im Volksmund Norbertiner genannt wurden, in Werl als Seelsorger gearbeitet. Ihren Wohnsitz hatten sie in der heutigen Propstei. Ein Prämonstratenser, Bernhard Tütel, war in Werl ein Vorkämpfer für die Erhaltung des katholischen Glaubens. Sein Grab ist in der Propsteikirche in Werl erhalten. Wegen des Wirkens der Norbertiner wurde die Kirche im Norden der Stadt St. Norbert genannt. 
Die Propsteigemeinde stellte ein Grundstück zur Verfügung, auf dem 1955 zunächst das Pfarrhaus mit einem Gemeindesaal gebaut wurde. In diesem Gemeindesaal wurde am 15. April 1956 zum ersten Mal ein Gottesdienst gefeiert. Die Gemeinde erhielt mit Wirkung vom 1. Juli 1956 den Status einer Pfarrvikarie und der bisherige Vikar von St. Walburga, Georg Wagner, wurde Pfarrvikar. Die Gemeinde hatte zu der Zeit etwa 900 Mitglieder. Die Gemeindegrenzen wurden 1957 von der Diözese neu festgelegt, so dass die Zahl der Mitglieder auf etwa 1.500 anstieg. Im selben Jahr wurde Vikar Wagner durch Heribert Hunold ersetzt, der sich in starkem Maße dem Aufbau widmete. Es wurde der Bau einer neuen Kirche geplant, der Pfarrsaal war zu klein geworden. Am 12. November 1958 wurde an der Stelle an dem der zukünftige Hochaltar stehen sollte, das Baugelände gesegnet. Werl war zu der Zeit Garnisonsstadt, die Pioniere der Kanadischen Besatzungsarmee, deren Housing Area, gleich gegenüber der Kirche stand, stellten sich kostenlos für Bulldozer-, Bagger- und Ausschachtungsarbeiten zur Verfügung. Im Rahmen der Michaeliswoche weihte am 25. September 1960 der einzige Prämonstratenserabt, der in der Bundesrepublik wohnte, Petrus Möhler, den Grundstein. Am 29. Oktober 1962 konsekrierte Weihbischof Franz Nordhues die Kirche. Bei der Weihe überflog eine Flugstaffel der belgischen Armee mehrfach das Gebäude und warf als Gruß, der vielen in der Gemeinde wohnenden belgischen Familien, tausende von Herbstblumen ab. 
Die Kirche fügt sich harmonisch in das Ortsbild ein, es verbindet sich altüberlieferte Bauweise mit der modernen, sinnvoll und zweckmäßig. Die ausdrucksvollen Glasfenster wurden nach Entwürfen des Werler Glaskünstlers Christian Göbel angefertigt. Joseph Wäscher, ein Werler Bildhauer, der gleich gegenüber der Kirche seine Werkstatt betrieb, schuf unter anderem die St.-Norbert-Figur vor dem Pfarrhaus, die Kommunionbänke, den Taufstein, die bronzenen Kirchentüren und die Türgriffe in Form von Fischen.
Bei einer Renovierung im Jahr 1983 wurde der Altarraum umgestaltet. Er sollte sich im Sinne der Liturgie besser und sinnvoller entfalten. Das Sakramentshaus bildet nun das Zentrum der Kirche.

## Seitenkapelle

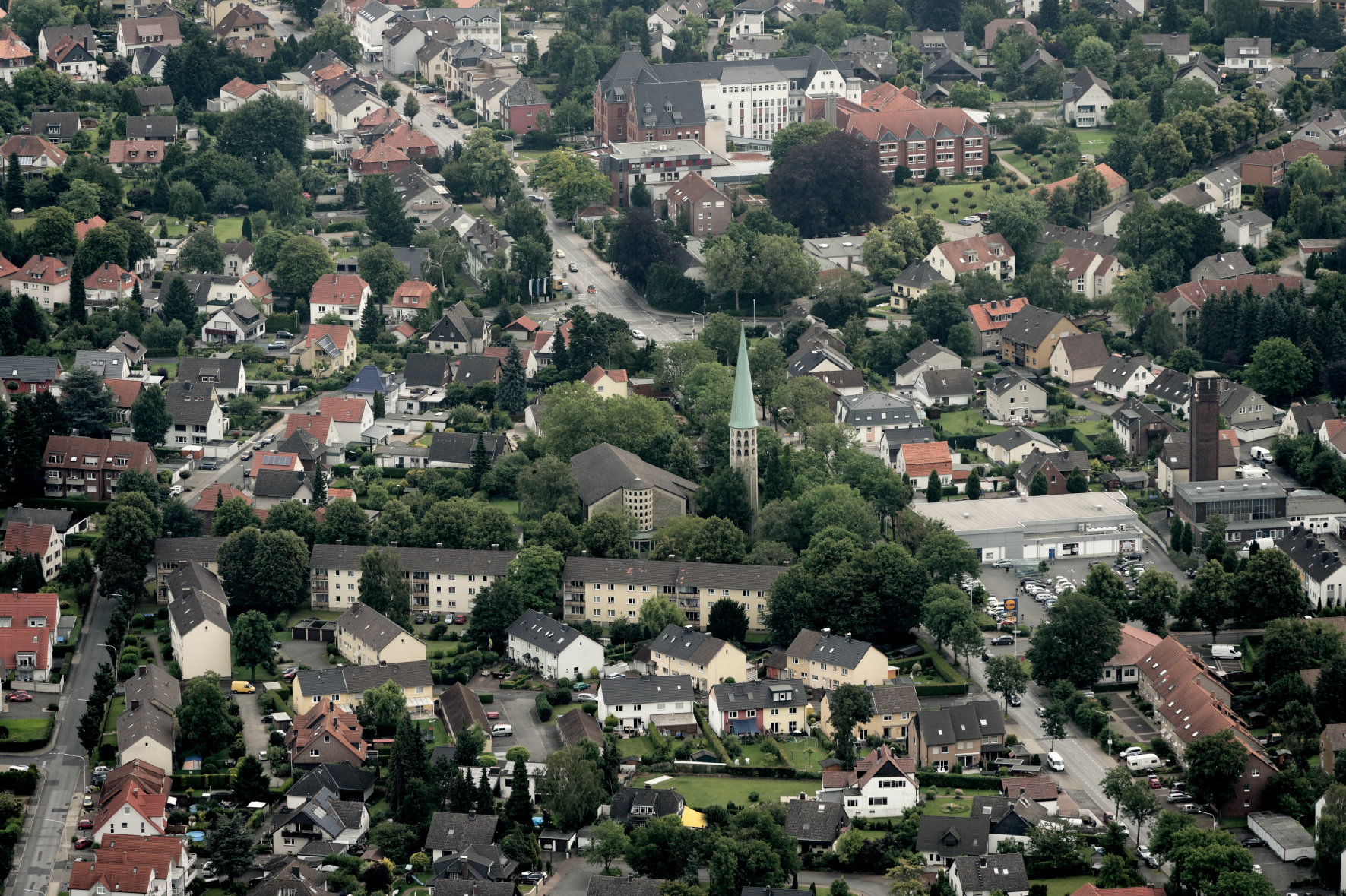
Ansicht der Kirche in der Ortslage

Die Seitenkapelle beinhaltet den schlichten Nebenaltar, auf dem der Tabernakel steht, Bänke für die Kirchenbesucher und den schlichten Beichtstuhl. Die Nebentür ist der Zugang zur Priestersakristei mit Aufbewahrungsmöglichkeiten für die Gewänder und Ankleidemöglichkeiten für die zelebrierenden Priester. Hier sind der Kirchentresor sowie die Bedienung für die elektrische Läuteanlage eingebaut. Eine Tür führt zu einer Sakristei für die Ministranten.

## Reliquien
Abt Josef Möhler feierte bei einem Besuch in Werl ein Pontifikalamt. Er versprach dem neuen Pfarrvikar Alois Bölte, Heribert Hunold war inzwischen in einen Trappistenorden eingetreten, Reliquien des Hl. Norbert für den Hochaltar zu beschaffen. Am 5. Juni 1963 wurden die Reliquien in einem Schrein mit dem Wahlspruch Zu jedem guten Zweck bereit, der Kirche übergeben. Der Reliquienschrein wird in einer Nische im Zelebrationsaltar ausgestellt. Die Pfarrvikarie wurde am 1. Mai 1966 zur Pfarrei erhoben. Bölte starb 1991, sein Nachfolger wurde Klaus Bühnen.

## Ausstattung

### Glocken
Im Turm hängen drei 1961 gegossene Glocken, die kleinste trägt den Namen des Hl. Norbert und die Inschrift Heiliger Norbert, bete für uns, die zweite trägt die Inschrift Königin des Himmels, tritt ein für unseren Frieden, die größte ist die Christusglocke mit der Inschrift Auf das alle eins seien in Christus. Die Glocken erklingen in e'-g'-a'.

### Orgel
Die Orgel wurde Ostern 1969 aufgebaut, bis dahin versah ein Harmonium aus dem alten Pfarrsaal seinen Dienst. Das Instrument hat 22 Register und 1721 Pfeifen. Durch seine barocke Form wird die strenge Form der modernen Kirche belebt.

## Vorbild
Die St.-Norbert-Kirche in Werl ist das architektonische Vorbild für die Heilig-Kreuz-Kirche in Belecke.